# Stankonia
A 2000-es Stankonia az OutKast duó negyedik nagylemeze. A Billboard 200-on a 2. helyig jutott. A kritikusok dicsérték, az éves Pazz & Jop felmérésen az év albumának választották. 2003-ban 359. lett a Rolling Stone magazin Minden idők 500 legjobb albuma listáján. Szerepel az 1001 lemez, amit hallanod kell, mielőtt meghalsz című könyvben.

## Az album dalai
|     | Cím                     | Hossz |
| --- | ----------------------- | ----- |
| 1.  | Intro                   | 1:09  |
| 2.  | Gasoline Dreams         | 3:34  |
| 3.  | I'm Cool                | 0:42  |
| 4.  | So Fresh, So Clean      | 4:00  |
| 5.  | Ms. Jackson             | 4:30  |
| 6.  | Snappin' & Trappin'     | 4:19  |
| 7.  | D.F.                    | 0:27  |
| 8.  | Spaghetti Junction      | 3:57  |
| 9.  | Kim & Cookie            | 1:12  |
| 10. | I'll Call Before I Come | 4:18  |
| 11. | B.O.B.                  | 5:04  |
| 12. | Xplosion                | 4:08  |
| 13. | Good Hair               | 0:14  |
| 14. | We Luv Deez Hoez        | 4:10  |
| 15. | Humble Mumble           | 4:50  |
| 16. | Drinkin' Again          | 0:24  |
| 17. | ?                       | 1:29  |
| 18. | Red Velvet              | 3:52  |
| 19. | Cruisin' in the ATL     | 0:19  |
| 20. | Gangsta Shit            | 4:41  |
| 21. | Toilet Tisha            | 4:24  |
| 22. | Slum Beautiful          | 4:07  |
| 23. | Pre-Nump                | 0:27  |
| 24. | Stankonia (Stanklove)   | 6:50  |

## Közreműködők
| - Big Boi (Antwan Patton) – ének, producer - André 3000 (Andre Benjamin) – ének, szintetizátor, producer - Mr. DJ (David Sheats) – producer - Sleepy Brown - Khujo Goodie - Killer Mike - J-Sweet - Gangsta Boo - Eco - B-Real (of Cypress Hill) - Erykah Badu - Backbone - Big Gipp - Slimm Calhoun - C-Bone - T-Mo Goodie - Cee-Lo Green - Big Rube - Joi | - Donnie Mathis – gitár - David "Whild" Brown – gitár - Jason Freeman – kürt - Jerry Freeman – kürt - Sleepy Brown – zongora, szintetizált basszus - Marvin "Chanz" Parkman – zongora, billentyűk - Earthtone III & Organized Noize – billentyűk - Preston Crump – basszusgitár, szintetizált basszus - Aaron Mills – basszusgitár - Robert Grister – basszusgitár - Dookie Blossumgame – basszusgitár - Victor Alexander – dob - Rosalin Heard – háttérvokál - Paul Douglas-Feddon – háttérvokál - Myrna "Screechy Peach" Crenshaw – háttérvokál - Cutmaster Swift – vágás - Michael Lavine – fényképek |